# Karakuzu, Viranşehir
Karakuzu là một xã thuộc huyện Viranşehir, tỉnh Şanlıurfa, Thổ Nhĩ Kỳ. Dân số thời điểm năm 2011 là 679 người.